# كوكو شاكر
كوكو شاكر-Cocoshaker . سلسلة تلفزيونية , لرسوم متحركة , فرنسية , مكونة من 21 حلقة , سعة كل حلقة منها من 1 دقيقة إلى 3 دقيقة , أنشأت من قبل جون شارل مونييه-Jean-Charles Meunier , بثت أول مرة في سنة 1981 في قناة الفرنسية الثالثة FR3.

الكوكو شاكر

## نبذة
عروض الحلقات تقريبا هي نفسها دوما : شارة البداية في هاواي , الشمس التي تنصدم بالأرض قبل اشراقها , و الحوار بين الشخصيتين الملونتين , و الرشق و الضرب بحبات جوز الهند من أجل تسلق شجرة جوز الهند , و من بعد ظهور شجرة جوز هند أخرى عند مغيب الشمس .

## الحلقات
السلم
المثلجات
الأنبوب
الدرع
السلم القصير
من الجذور
المظلة
الطابق السفلي
المنطاد
البالون
النخلتين
الجرافة
الفرقة هاواي
التوازن على رأس
الرحلة الكبرى
الساموراي
الاختراق
الألغام
وحيد
كوكو الطائر
من هنا وهناك

## وصلات خارجية
http://www.cocoshaker.com/